# SEAT 131
De SEAT 131 is een middenklasse auto die geproduceerd werd door de Spaanse autofabrikant SEAT van 1975 tot medio 1984.

## Geschiedenis
De SEAT 131 werd in april 1975 gepresenteerd op de autotentoonstelling van Barcelona en had dezelfde carrosserie als het Italiaanse zustermodel Fiat 131, een auto die zes maanden eerder in Turijn was gepresenteerd, maar het Spaanse model was aangepast aan de behoeften en de specifieke kenmerken van de Spaanse markt. De productie van de SEAT 131 startte begin 1975 in Barcelona, met de 131 verving SEAT de 1430-serie, maar niet de SEAT 124 (het equivalent van de Fiat 124, die de Italianen wel vervingen door de 131). SEAT bracht geen 2-deurs versie van de 131 uit.
Er werden twee sedanversies aangeboden: de SEAT 131 L, met rechthoekige koplampen, een 1438 cc OHC-motor en een vierversnellingsbak, en de SEAT 131 E met vier ronde koplampen, een 1592 cc DOHC-motor en een vijfversnellingsbak.
Het assortiment groeide op in het voorjaar van 1976 met de SEAT 131 5 puertas, onofficieel bekend als de SEAT 131 Familiar, de stationwagenversie die met beide motoren werd aangeboden. In 1977 werd de 131 Automatico (automatische versnellingsbak) uitgebracht en het jaar daarop werd gedurende een zeer korte periode de SEAT 131 CLX 1800 aangeboden.
In 1978 evolueert de SEAT 131 naar de SEAT 131 Mirafiori / Supermirafiori (Panorama voor de stationwagens), met dezelfde wijzigingen als bij het Italiaanse zustermodel. De motoren bleven grotendeels hetzelfde, maar in 1979 werd een 1.8 liter Perkins 4.108-dieselmotor leverbaar. In 1981 werd de dieselversie uitgerust met een nieuwe Sofim-motor. Deze 2500 cc-motor was veel krachtiger dan de Perkins-versie (72 pk tegen slechts 49 pk) en was een van de succesvolste taxi's in het begin van de jaren tachtig in Spanje.
Een nieuwe CLX-uitvoering werd gelanceerd in 1980. Deze 131 CLX, die alleen in metallic zilver of metallic brons verkrijgbaar was, had een 1919 cc-motor en een vermogen van 114 pk (84 kW) bij 5800 tpm.
In 1982 werd de SEAT 131 opnieuw gewijzigd en nam alle carrosseriewijzigingen van de derde Fiat 131-serie over. De 131 was nu verkrijgbaar in de uitvoeringen CL, Supermirafiori en Diplomatic. De Diplomatic was het topmodel met een motor van 1995 cc en functies zoals stuurbekrachtiging, elektrische ramen en airconditioning. De Panorama-versies werden door de "Cuerpo Nacional de Policia" (Spaanse politie) gekozen als patrouillewagens.
In 1984 werd het hele SEAT 131-assortiment uitgefaseerd zonder dat er een directe opvolger was. Tot het einde van zijn productiecyclus werden 412.948 exemplaren geproduceerd. De nieuwe op de SEAT Ronda gebaseerde SEAT Málaga nam zijn plaats vanaf 1985 in.

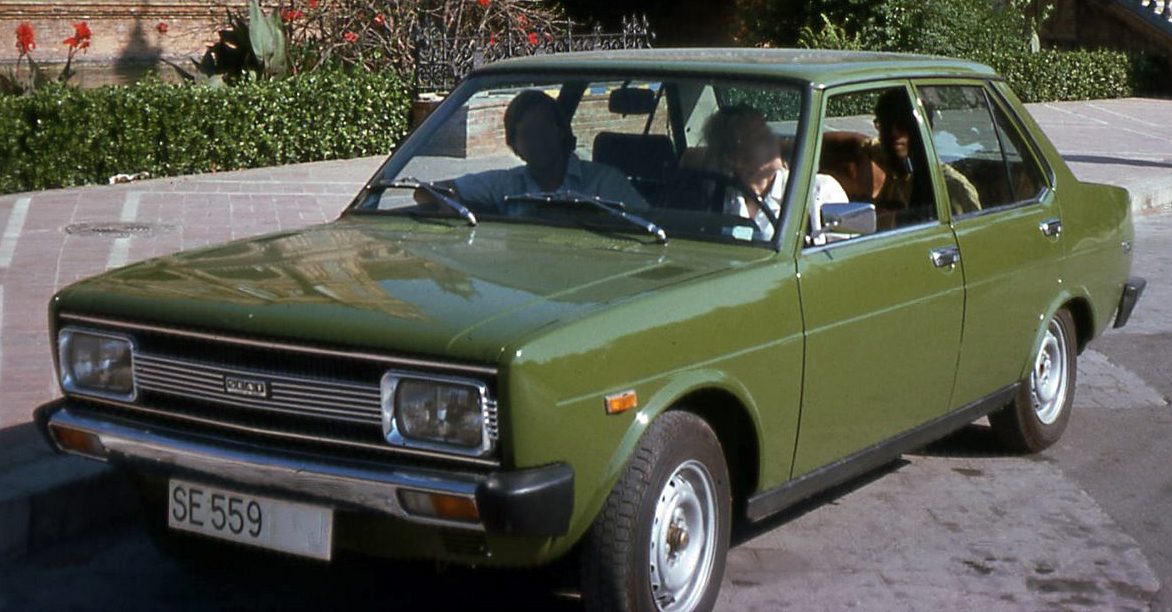
SEAT 131 L, eerste serie (1975-1978)
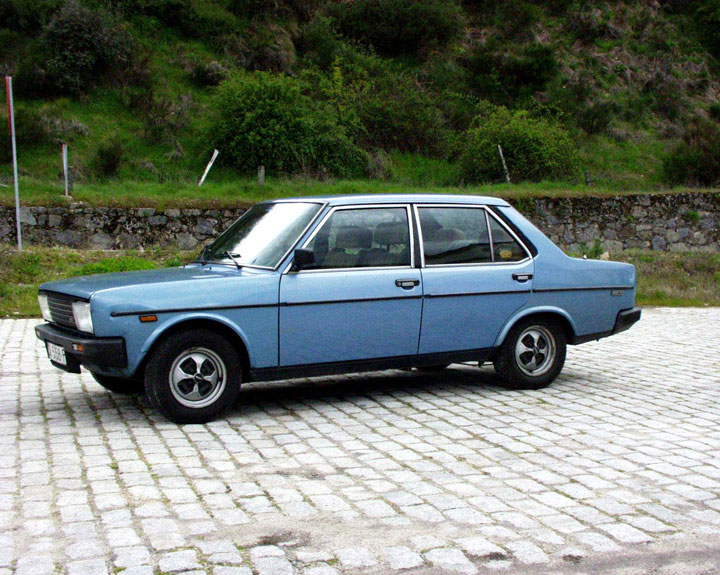
SEAT 131 Supermirafiori, tweede serie (1978-1981)
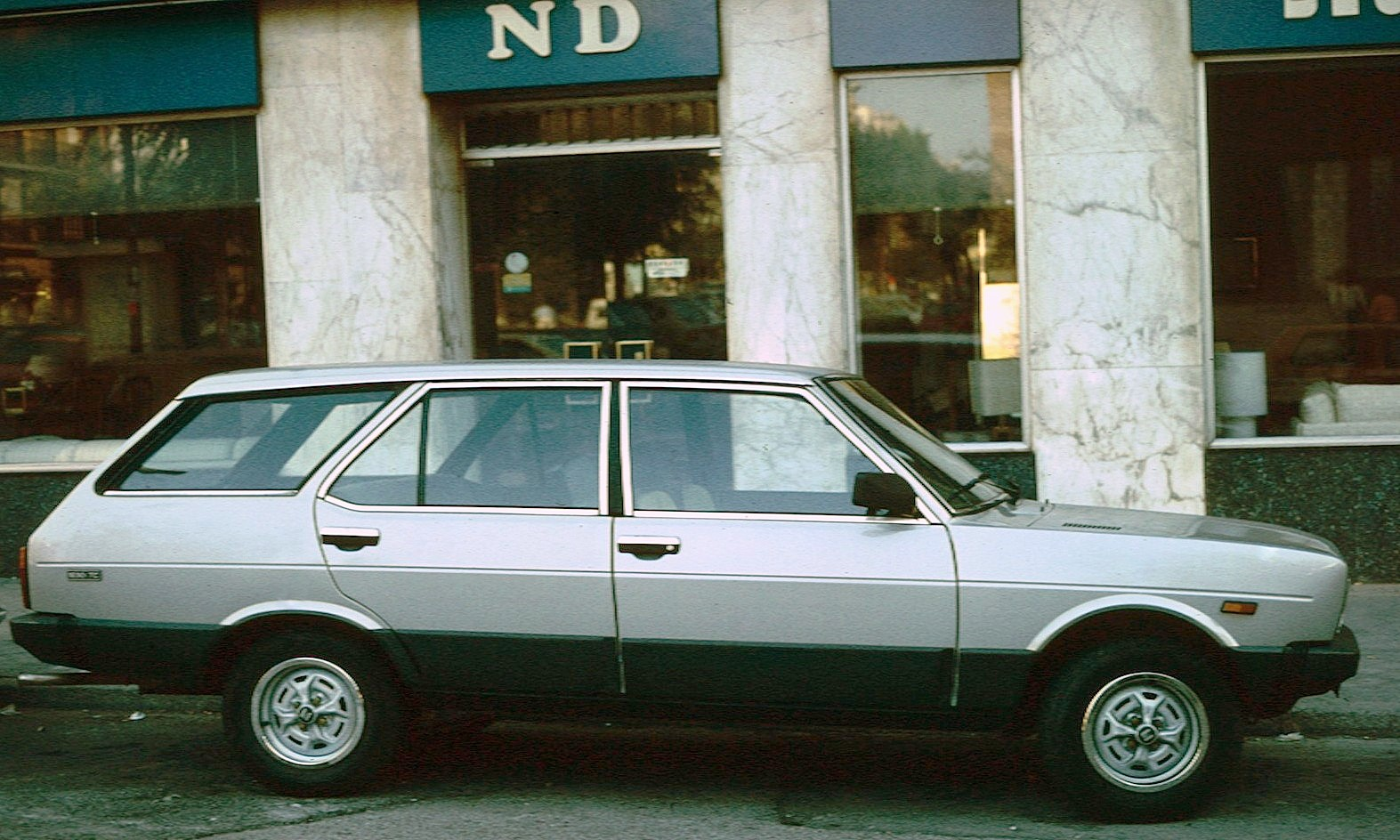
SEAT 131 Panorama Super, derde serie (1981-1984)

Huidige modellen:
Ibiza · 
Arona ·
Leon ·  
Ateca ·
Tarraco
Oudere modellen:
600 · 
850 · 
1200 · 
1400 · 
1430 · 
1500 · 
124 · 
127 · 
128 · 
131 · 
132 · 
133 · 
Ritmo · 
Ronda · 
Fura · 
Málaga · 
Panda · 
Marbella · 
Terra · 
Inca · 
Arosa · 
Córdoba · 
Toledo · 
Altea (XL) · 
Exeo · 
Alhambra ·
Mii
1. ↑  1975: 250 mil metros cuadrados de Salón del Automóvil, www.lavanguardia.com, geraadpleegd op 12-4-2024.